# Voetbalkampioenschap van het Ertsgebergte 1929/30
In 1929/30 werd het tiende voetbalkampioenschap van het Ertsgebergte gespeeld, dat georganiseerd werd door de Midden-Duitse voetbalbond. Viktoria Lauter werd kampioen en plaatste zich zo voor de Midden-Duitse eindronde. De club verloor met 5:2 van SpVgg 06 Falkenstein

## Gauliga
| Plaats | Club                    | Wed. | W  | G | V  | Saldo | Ptn.  |
| ------ | ----------------------- | ---- | -- | - | -- | ----- | ----- |
| 1.     | FC Viktoria 1913 Lauter | 14   | 10 | 1 | 3  | 50:22 | 21:7  |
| 2.     | FC Saxonia Bernsbach    | 14   | 9  | 0 | 5  | 47:36 | 18:10 |
| 3.     | VfB Aue-Zelle           | 14   | 7  | 1 | 6  | 39:36 | 15:13 |
| 4.     | FC Tanne Thalheim       | 14   | 7  | 0 | 7  | 36:33 | 14:14 |
| 5.     | VfR Auerhammer          | 14   | 6  | 1 | 7  | 33:34 | 13:15 |
| 6.     | VfB 1914 Zwönitz        | 14   | 6  | 1 | 7  | 28:39 | 13:15 |
| 7.     | SV Sturm 1901 Beierfeld | 14   | 4  | 4 | 6  | 32:33 | 12:16 |
| 8.     | BC Olympia Grünhain     | 14   | 2  | 2 | 10 | 16:48 | 6:22  |

|  | Kampioen, geplaatst voor Midden-Duitse eindronde |
|  | Degradatie                                       |